# ICQ
ICQ ("I seek you", en castellano te busco) fue un cliente de mensajería instantánea y el primero de su tipo en ser ampliamente utilizado en Internet, mediante el cual era posible chatear  y enviar mensajes instantáneos a otros usuarios conectados a la red de ICQ. También permitía el envío de archivos, videoconferencias y charlas de voz.
ICQ fue creado por 2 jóvenes israelíes en 1996 con el nombre de Mirabilis con el propósito de introducir una nueva forma de comunicación sobre la Internet. El 8 de junio de 1998 la compañía fue adquirida por AOL por 287 millones de dólares. A comienzos del 2000 ICQ era usado por más de 38 millones de usuarios por todo el mundo. Según Time Warner, ICQ tuvo más de 50 millones de cuentas registradas.
Desde abril de 2010 es propiedad de Mail.ru Group.
El protocolo de comunicaciones utilizado por ICQ es conocido como OSCAR, utilizado también por AIM. Los usuarios de la red ICQ son identificados con un número, el cual es asignado al momento de registrar un nuevo usuario, llamado UIN ("Universal Internet Number" o "número universal de Internet"). 
IRC vería el ocaso de su época dorada con el lanzamiento de ICQ. Las cosas cambiarían radicalmente y la carrera de la mensajería instantánea no se detendría jamás, ya que se sumarían al mercado nuevos servicios de mensajería, que coparon el mercado. El crecimiento de ICQ fue exponencial desde su lanzamiento, tanto, que ya para 1998, la compañía fue adquirida por AOL por 287 millones de dólares (430 millones actuales aproximadamente). En su pico más alto de popularidad ICQ alcanzó los 100 millones de cuentas registradas.
Con el aumento de usuarios de ICQ los ID tuvieron más y más dígitos, curiosamente los ID cortos son puestos a la venta, entre menos dígitos, más caros se cotizaban trayendo grandes beneficios a la compañía.
AOL vendió ICQ a Digital Sky Technologies en 2010. Fue vendida por 187,5 millones de dólares (212 millones con el ajuste de inflación), una suma mucho menor de lo que pagó por ella en 1998. Esta compra fue criticada porque presuntamente comprometía la seguridad de los usuarios debido a que Digital Sky Technologies (ahora conocida como Mail.ru) es una compañía rusa. 
En Rusia y Europa del este ICQ sigue siendo un servicio popular, mucho más que en países occidentales.
ICQ  fue concebida como un servicio de mensajería como tal, por tanto, tiene una serie de características irresistibles: un perfil que se podía personalizar, sonidos, estados de conexión, emoticons, transferencia de contactos y archivos, envío de SMS, ecards (!) juegos, chats grupales y videollamadas.
Debido al gran número de usuarios de ICQ, las identificaciones de usuario más recientes se encuentran por encima del número 100.000.000. En algunos casos, los números más simples y fáciles de recordar son vendidos en subastas por Internet o incluso secuestrados por otros usuarios.

## Controversias
Durante la pandemia del Covid-19, la app ganó popularidad, aumentando en descargas. Sin embargo, se reportaron varios casos, donde se informó que ICQ había sido usado para la promoción de pornografía infantil. A mediados del 2023, la aplicación fue eliminada de app store y Google Play Services.